# Giovanni da Pian del Carpine
(Salimbene de Adam, "Chronica")
Giovanni da Pian del Carpine o di Pian del Carpine o da Piano dei Carpini o Iohannes de Plano Carpini (Pian del Carpine, 1182 circa – Antivari, 1º agosto 1252) è stato un arcivescovo cattolico e missionario francescano italiano, autore dell'Historia Mongalorum, un resoconto del suo viaggio in Mongolia nel 1245-1247.

## Biografia
Le fonti concordano nel collocare la nascita di Giovanni di Pian del Carpine, in latino Iohannes de Plano Carpini, sul finire del XII secolo; c'è chi, come Jules Verne e Liverani, colloca la sua nascita nel 1182. Gli studi sono concordi anche sul suo luogo d'origine: la località di Magione, in provincia di Perugia, il cui nome antico era appunto Pian di Carpine; ma egli non era un abitante del suo castello (della “villa”), bensì abitava nel contado: ne siamo abbastanza certi vista l'assenza di un nome gentilizio. Non si hanno notizie riguardanti invece la sua giovinezza, fino a quando entrò nell'ordine dei frati francescani nel 1214 o 1215, e addirittura lo si può collocare tra i primi e più vicini compagni di san Francesco.

### Frate francescano
Nel 1221 fu scelto dal beato Cesario di Spira, insieme ad altri 25 religiosi, per andare a portare la parola di Cristo a Trento, Erbipoli (Würzburg), Spira, Worms e Colonia. Questo viaggio pare coerente con il contesto storico dell'epoca: lo stesso ordine mendicante era nato pochi anni prima per contrastare il dilagare delle eresie. E non è un caso che tra i nomi dei partecipanti a questa missione troviamo anche Barnaba il tedesco, Tommaso da Celano e Giordano da Giano. In conseguenza alle predicazioni del 1221, nel 1223 Alberto Pisano, provinciale di Germania, convocò un capitolo generale in cui Giovanni di Pian del Carpine venne eletto custode o guardiano di Sassonia, da dove riuscì a promuovere un'ulteriore espansione dell'ordine francescano. Al capitolo di Wurzburg del 1224, venne esentato dal suo precedente incarico, per essere trasferito a Colonia. Quattro anni dopo, nel 1228 fu nominato da Giovanni Parenti ministro provinciale in Germania, dove istituì per la prima volta l'ordine francescano in Lotaringia. Egli mantenne questo incarico fino al 1230, quando fu trasferito in Spagna con la medesima carica; risiedette nella penisola iberica per soli due anni, quando ritornò in Germania per essere nominato ministro della nuova provincia di Sassonia, conservando il suo status fino al 1239. In questo lungo periodo ai vertici dell'organizzazione minoritica, egli si distinse per aver portato l'ordine francescano anche in Dacia, Boemia, Ungheria, Norvegia, e per aver fondato il monastero di Metz, il convento di San Francesco a Praga, come testimonia Tommaso da Celano, il quale ci informa di aver raccomandato sua sorella Agnese come badessa del secondo monastero. Nessuna fonte ci riporta sue notizie del periodo che va dal 1239 al 1245, che è l'anno della svolta nella sua missione di religioso: in quell'anno venne invitato a Roma da Papa Innocenzo IV, il quale gli chiese di effettuare un'ambasceria presso i Mongoli. Le lettere papali a noi pervenute dimostrano chiaramente che esse vennero datate dal Pontefice nel marzo 1245; il frate partì senza indugio il 16 aprile.

### La missione in Mongolia
Le fonti sono concorde nello spiegare il motivo di questa missione attivata nella primavera del 1245: nel 1206 Gengis Khan aveva scelto come capitale del suo impero Karakorum, antica città situata nella Mongolia meridionale (oggi è il nord della Cina. Il suo successore Ögödei Khan estese la dominazione mongola nel Sud della Cina, e con un esercito di più di seicentomila uomini invase la Russia, la Georgia, la Polonia, la Moravia, la Slesia, l'Ungheria, riportando sempre la vittoria dei Mongoli. L'allarme per una possibile invasione dei Mongoli era già stato avvertito al tempo di Papa Gregorio IX (1227-1241). Scomparso nel 1241 Gregorio IX, il suo successore Innocenzo IV dovette subire l'invasione dell'esercito mongolo guidato da Subotei in Friuli. L'avanzata non continuò solo perché la popolazione mongola dovette ritornare in patria per eleggere il successore di Ögödei Khan, appena scomparso. Il pontefice a questo punto, cercò una trattativa attraverso una lettera datata 13 marzo 1245: Cum non solum homines, contenente un'esortazione a deporre le armi contro la cristianità, dietro minaccia della collera divina. Questa epistola non ebbe risposta, pertanto Innocenzo IV decise di mandare un proprio inviato in Mongolia. La scelta cadde su Giovanni di Pian del Carpine.
Egli partì da Lione il 16 aprile 1245 con Stefano di Boemia, che lo condusse fino in Polonia, e qui cambiò il suo accompagnatore, viaggiando con frate Benedetto Polono, un interprete di lingue slave, ed è esattamente questo che scrive il nostro autore nel capitolo IX della sua opera. Arrivò al confine con la Manciuria nel 1246 riuscendo a consegnare all'imperatore mongolo la lettera che era stata tradotta in persiano. Il gran khan però gli rispose in modo negativo con una lettera dell'11 novembre 1246. Frate Giovanni tornò in patria nel 1247, senza che gli accordi richiesti dal pontefice fossero stati accettati dal khan. Questa missione, però, non si rivelò inutile: Giovanni di Pian del Carpine ci ha lasciato un'opera fondamentale, l'Historia Mongalorum compilata in due redazioni d'autore. Papa Innocenzo IV indirizzò altre due missioni verso la Mongolia: la prima fu quella di Lorenzo di Portogallo, la seconda fu quella di Ezzelino, che partì da Costantinopoli nel 1247, toccando Tabriz e il Mar Caspio, per poi tornare a Lione un anno dopo.
Le notizie su Giovanni di Pian del Carpine dopo il 1247 sono poche: nel 1248 fu penitenziere pontificio, venne poi inviato in Francia presso il re Luigi IX con l'intento di dissuaderlo dalla sua crociata in Terra Santa, per timore dell'imperatore Federico II di Svevia. Probabilmente nello stesso anno venne nominato arcivescovo di Antivari nel Montenegro; qui morì nell'agosto 1252, e in questa data le fonti sono concordi, visto che l'ultimo documento da lui firmato risale proprio al 29 luglio di quell'anno.

## LaHistoria Mongalorum

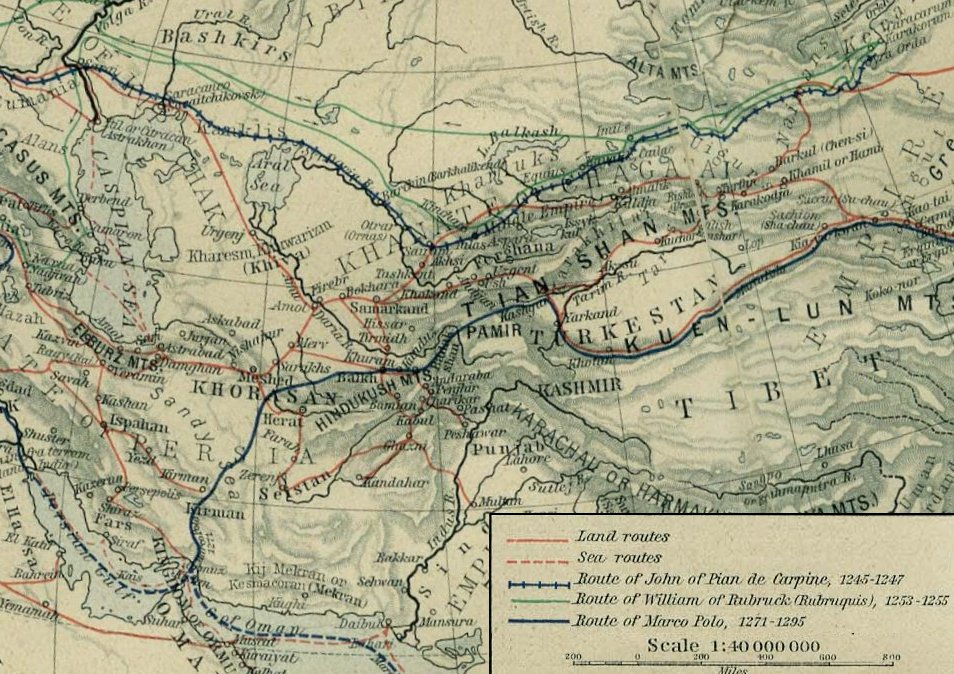
L'itinerario di frate Giovanni (indicato in blu scuro).

Il titolo completo dell'opera è Historia Mongalorum quos nos Tartaros appellamus; è il racconto del viaggio compiuto da Giovanni di Pian del Carpine in Mongolia tra il 1245 e il 1247, per conto del papa Innocenzo IV. Si tratta di un testo prevalentemente etnografico, in cui sono descritti i Mongoli, le loro pratiche, le loro fattezze, gli usi e i costumi. L'Historia appartiene al genere dei resoconti di viaggio tipici del Duecento e del Trecento, come l'Itinerarium di Odorico di Pordenone, dettato al confratello Guglielmo da Solagna nel maggio del 1330, di ritorno dal lungo viaggio in Oriente e in Cina; l'Itinerarium di Guglielmo di Rubruck (XIII secolo), il Liber peregrinationis di Ricoldo di Montecroce (XIII secolo) e il Devisement dou monde di Marco Polo (XIII secolo).
Un'attenta lettura di questi resoconti di viaggio permette di isolare alcuni elementi comuni:
1. Sono tutte il risultato delle esperienze accumulate dal viaggiatore nel corso delle sue peregrinazioni in terre remote.
2. Si presentano come veri.
3. Il protagonista e il narratore coincidono.
Questo ultimo elemento costituisce la necessaria premessa agli altri due: la garanzia che ciò che viene descritto corrisponde al vero è fornita dal fatto che chi lo racconta lo ha visto o udito direttamente da testimoni degni di fede. La coincidenza tra autore del libro e protagonista del viaggio fa sì che questo genere di opere si configuri necessariamente come autobiografico. Questa equazione ha delle conseguenze anche sulla forma narrativa del testo, in quanto implica molto spesso l'autodiegesi, cioè l'identificazione tra l'io narratore e l'io personaggio. Il peso che la componente autobiografica ha all'interno varia da opera ad opera: in generale, le parti descrittivo-informative appaiono prevalenti, e nello specifico nell'opera di Giovanni di Pian del Carpine le notizie relative al percorso seguito sono relegate nel capitolo IX. Questa struttura risponde perfettamente all'intento dell'opera, cioè descrivere il viaggio, ma concentrandosi maggiormente sugli usi, costumi e abitudini dei Tartari e dei popoli nel loro impero. Infine, Pullè sottolinea come l'Historia si distacchi totalmente dal genere di resoconto di viaggio che racconta solo grandi memorabilia, in quanto all'autore preme raccontare fatti reali.Conserviamo due redazioni del testo: la prima consta di un altisonante prologo in cui Giovanni di Pian del Carpine rende esplicito l'obiettivo dell'opera, ovvero informare il popolo cristiano del pericolo dell'Impero Mongolo, attraverso la descrizione dei loro usi e costumi, molto diversi da quelli occidentali, ponendo l'accento sull'elemento distintivo di questa popolazione, gli Strategemata utilizzati in guerra. La seconda redazione, invece, è composta da un prologo, leggermente modificato rispetto al primo, e nove capitoli: l'assetto dei primi otto capitoli rimane pressoché invariato, tranne che per alcune piccole correzioni di refusi e alcune piccole modifiche testuali, ma la vera rivoluzione consiste nell'ultimo capitolo, in cui vengono rese note le tappe del viaggio, e i nomi delle persone ivi incontrate.
È il medesimo autore a rendere noto il labor limae a cui ha sottoposto la sua Historia:
Antequam esset completa et etiam plene contracta, quia neque tunc tempus habueramus quietis, ut eam possemus plene complere. (cap. IX, par. 53)
Questo scritto di natura etnografica ebbe notevole risonanza, anche perché venne ripreso a distanza di pochi anni da Vincenzo di Beauvais nello Speculum historiale, una delle enciclopedie più diffuse del Basso Medioevo. Il viaggio del frate minorita, però, è riportato da altri due documenti: il primo, conservato in due manoscritti, è una breve relazione che si dice ricavata dal racconto del francescano Benedetto Polono, che aveva preso parte alla missione di Giovanni di Pian del carpine. Questo testo, a noi noto come Relatio Benedicti, parla solo delle vicende di viaggio, senza soffermarsi sugli aspetti antropologici, ed è corredato da una versione latina della lettera-ultimatum inviata dal khan Guyuk al Pontefice, di cui il frate minorita fu latore. Il secondo, conservato in due codici, è un resoconto più ampio scritto da un frate boemo o polono, di cui conosciamo l'iniziale del nome, C, e il luoghi di provenienza, de Bridia: l'opera, che nei manoscritti è indicata col titolo di Historia Tartarorum, tratta solo degli aspetti etnografici, come la prima redazione dell'Historia Mongalorum di Giovanni, senza fornire dettagli sul viaggio.
Ora resta da indagare in che rapporti siano le due redazioni del testo del frate minorita, la Relatio Benedicti e l'Historia Tartarorum del misterioso C. de Bridia.
Abbiamo detto che le due redazioni si distinguono fra loro per alcune modifiche al testo e per l'inserimento di un lungo capitolo finale dedicato alla narrazione del viaggio, da Lione alla corte del khan e il ritorno: è il nono capitolo, il più lungo del resoconto del frate. La ragione di questi cambiamenti è la seguente: nelle regioni dell'Europa Orientale e Centrale attraversate dai viaggiatori nel tornare a casa l'opera era stata messa in circolazione prematuramente, pertanto l'autore decise di pubblicarne una versione corretta e migliorata. Da una di queste Rescriptiones sembra essere nata l'Hystoria Tartarorum del misterioso C. de Bridia, alla base della quale vi è un resoconto scritto analogo alla prima redazione dell'Historia Mongalorum di Giovanni, che viene poi integrato con notizie apprese direttamente dai viaggiatori, in particolare da Benedetto Polono. Ad avvalorare questa ipotesi ci sono gli Annales del monastero di San Pantaleone a Colonia, in cui si dice che quando i due minoriti passarono per la città tedesca, proprio Benedetto Polono avrebbe raccontato della missione presso i Mongoli; queste notizie sarebbero state aggiunte ad un libellus specialis in cui i frati avevano posto le notizie da loro acquisite. Poiché si dichiara apertamente che il testo vergato in quell'occasione dipende da un racconto orale di frate Benedetto, si può pensare che esso corrisponda a quello che per noi oggi è la Relatio Benedicti. Il fatto che in questa Relatio si faccia esplicita menzione a Colonia come luogo di transito rafforza l'identificazione. L'ultima notizia contenuta, con l'arrivo a Lione e la consegna al Papa dell'ultimatum del khan, di eventi che sarebbero accaduti un mese più tardi, può essere o l'anticipazione di un fatto inevitabile, o una sistemazione eseguita a fatto compiuto. Da quel momento in poi un libellus specialis di contenuto analogo alla prima redazione dell'Historia Mongalorum si trovò a circolare con un testo, risalente a Benedetto, che raccontava il viaggio e la lettera di Guyuk. Sono state formulate varie ipotesi riguardo alla decisione di frate Giovanni di apporre delle modifiche al testo già in circolazione; una di queste è che abbia sentito l'esigenza di non essere associato alla Relatio Benedicti. In questo scenario, il resoconto di Benedetto, talvolta considerato una riscrittura modificata del IX capitolo dell'Historia Mongalorum, non una fonte, ma la ragion d'essere della stesura del capitolo finale, che andava a rimpiazzare un testo surrettizio che doveva essere eliminato. Questa ipotesi pare plausibile, tant'è vero che vi è un parallelismo di scrittura fra il dossier composto da Relatio Benedicti, la lettera di Guyuk, la prima redazione dell'Historia Mongalorum e l'opera finale. Il resoconto di Benedetto era la trascrizione non autorizzata di un racconto orale, dove potevano figurare errori o particolari non divulgabili; lo stile era modesto, non paragonabile all'intera opera. D'altra parte, però, la Relatio dava credibilità alle vicende e spessore umano ai viaggiatori. Senza contare che la lettera del khan costituiva un documento delicato sul piano diplomatico, vista la conclusione sfavorevole dell'ambasceria di Giovanni di Pian del Carpine. Ed è probabilmente per quest'ultima ragione che l'epistola-ultimatum al Papa Innocenzo IV non compare. L'autore si rese anche conto che ormai non era più possibile eliminare soltanto la Relatio, perché ormai una parte di pubblico la conosceva, pertanto egli si adoperò per stendere un nono capitolo in cui vengono nominati dei testimoni della sua ambasceria e un resoconto dettagliato dei luoghi attraversati e delle popolazioni incontrate, per dare più credibilità all'opera.

## Struttura dell'Historia Mongalorum
- Il capitolo 1 tratta del Territorio in cui Giovanni ha viaggiato (posizione, caratteristiche, clima).
- Il capitolo 2 tratta della Popolazione mongola in un'ottica antropologica (aspetto, abitudini, abiti, abitazioni, suppellettili).
- Il capitolo 3 tratta il tema della Religione dei mongoli (culto, concetto di peccato, divinazione e espiazione delle colpe, riti funebri).
- Il capitolo 4 parla della Storia, affidata a quanto viene raccontato da persone (cristiani nestoriani) che l'autore ritiene degne di fede. In questo capitolo si trovano i Mirabilia, elemento immancabile all'interno di un trattato medioevale).
- Il capitolo 5 parla della Forma di governo dei Mongoli (origine, capi, potere dell'imperatore e dei suoi vassalli).
- Il capitolo 6 è intitolato La Guerra (ordine di battaglia, armi, stratagemmi e alleanze, espugnazione delle fortezze, slealtà verso coloro che si arrendono).
- Il capitolo 7 tratta del Governo sui paesi conquistati (condizioni di pace coi nemici, nomi dei territori sottomessi, oppressione esercitata su questi territori, territori che hanno opposto coraggiosa resistenza).
- Il capitolo 8 è intitolato Come affrontare i Tartari (quali sono le loro intenzioni, le loro armi e la disposizione tattica delle loro truppe, come si eludono le loro insidie, come munire città e piazzeforti, come comportarsi coi prigionieri). Si tratta di una serie di consigli che frate Giovanni dà agli europei per fronteggiare il nemico mongolo (frate Giovanni parte per l'Asia nel 1245, cioè pochissimi anni dopo che i 150.000 uomini di Ögödei avevano lasciato l'Europa).
- Il capitolo 9 è un Itinerarium dell'intero viaggio, dalla partenza al ritorno. Quest'ultimo capitolo frate Giovanni lo inserisce per più motivi: rendere più chiari alcuni punti che nella prima edizione risultavano poco comprensibili; rendere più completa la descrizione del suo viaggio e della sua missione diplomatica; dire a tutti coloro che lo accusavano di essersi inventato tutto che lui non si era inventato niente, ed elenca quindi tutti i dati di cui è a conoscenza sulle persone che ha incontrato sul suo percorso.

## Genealogia episcopale
La genealogia episcopale è:
- Papa Innocenzo IV
- Arcivescovo Giovanni da Pian del Carpine